# Smicroloba quadripunctata
Smicroloba quadripunctata är en fjärilsart som beskrevs av W. Warren 1913. Smicroloba quadripunctata ingår i släktet Smicroloba och familjen nattflyn. Inga underarter finns listade i Catalogue of Life.